# Hohengrieben
Hohengrieben ist ein Ortsteil des Fleckens Diesdorf im Altmarkkreis Salzwedel in Sachsen-Anhalt.

## Geographie
Hohengrieben, ein kurzes Straßendorf, liegt acht Kilometer südöstlich von Diesdorf und 18 Kilometer südwestlich der Kreisstadt Salzwedel im Nordwesten der Altmark. Im Südwesten erhebt sich der fast 77 Meter hohe Springberg.
Nachbarorte sind Mehmke im Westen, Groß Bierstedt und Klein Bierstedt im Osten und Stöckheim im Süden.

## Geschichte

### Mittelalter bis Neuzeit
Das Dorf Hohengrieben wurde im Jahre 1263 erstmals villa Gribene erwähnt, als das Kloster Ebstorf Anteile am Dorf (ausgenommen den Besitz der Söhne des Jakeze) an Kloster Diesdorf verkaufte. Im Jahre 1320 wird es als ville Hogengriben genannt, als die Herzogin Agnes, Witwe des Markgrafen Waldemar und Gemahlin des Herzogs Otto des Milden von Braunschweig, der die Altmark als Wittum gehörte, dem Kloster Diesdorf am 18. Oktober 1320 in Salzwedel die Vogtei des Dorfes Hohengrieben überließ. Im Landbuch der Mark Brandenburg von 1375 wird Hogen Griben als ein gänzlich wüstes Dorf aufgeführt.
Das  heutige Dorf ist zwischen 1748 und 1750 als Kolonistendorf ohne Kirche auf „königliche Kosten“ in Form eines kurzen Straßendorfes auf der wüsten Feldmark des alten Dorfes errichtet worden. Das neue Dorf wurde mit zehn Pfälzer Familien als Kolonisten besetzt, die 1748 als Calvinisten nach Salzwedel gekommen waren. Im Dorf wurde Flachs angebaut und starker Kartoffelanbau betrieben, der Getreideertrag war gering. 1792 schrieb der Amtmann in Diesdorf über das Kolonistendorf, dass die Pfälzer ausgestorben waren. Ihre Nachfahren sowie die eingeheirateten Lüneburger, die in der hiesigen Wirtschaftsart und den Plaggenhau geboren sind, hielten sich im Verhältnis hiesiger Untertanen Art recht gut.
Im Jahre 1958 entstand die erste Landwirtschaftliche Produktionsgenossenschaft, die LPG Typ III „V. Parteitag“.

### Wüstung Hohengrieben
1909 beschrieb Wilhelm Zahn die Lage der Wüstung. Das alte Dorf Hohengrieben lag etwa 300 Schritte nördlich von dem jetzigen an einer durch einzelne Bäume bezeichneten Stelle.

### Archäologie
In den Jahren zwischen 1971 und 1975 erfolgten Notbergungen auf der Wüstung Hohengrieben. Einige Oberflächenfunde, unter anderem Scherben aus dem 12. bis 14. Jahrhundert wurden dem Danneil-Museum in Salzwedel übergeben.

### Andere Ersterwähnungen
Die von Wilhelm Zahn aufgeführte Erwähnung 1140 grebene bezieht sich auf die von Groeben, die sich nach einer Wüstung bei Calbe an der Saale nannten. Seine Angabe 1184 griben bezieht sich auf die Burg Grieben bei Tangerhütte.

### Herkunft des Ortsnamens
Aleksander Brückner leitet den Ortsnamen vom altslawischen „grebenҌ“ für „Kamm“ oder von „gřyb“ für „Pilz“ oder „Schwamm“ ab.
Heinrich Sültmann deutet den Namen als „Steilhang“, vom slawischen Wort „hriby“, „grieben“ für „Kamm“ oder „Höhenrücken“.

### Eingemeindungen
Ursprünglich gehörte das Dorf zum Salzwedelischen Kreis der Mark Brandenburg in der Altmark. Von 1807 bis 1813 lag es im Kanton Beetzendorf auf dem Territorium des napoleonischen Königreichs Westphalen. Nach weiteren Änderungen kam die Gemeinde 1816 zum Kreis Salzwedel, dem späteren Landkreis Salzwedel.
Die Gemeinde Hohengrieben wurde am 20. Juli 1950 in die Gemeinde Mehmke im Landkreis Salzwedel eingemeindet. Durch die Eingemeindung von Mehmke nach Diesdorf am 1. September 2010 kam der Ortsteil Hohengrieben zu Diesdorf.

### Einwohnerentwicklung
| Jahr | Einwohner |
| ---- | --------- |
| 1772 | 64        |
| 1789 | 76        |
| 1798 | 72        |
| 1801 | 75        |
| 1818 | 48        |
| 1840 | 84        |

| Jahr | Einwohner |
| ---- | --------- |
| 1864 | 87        |
| 1871 | 87        |
| 1885 | 65        |
| 1892 | [00]76    |
| 1895 | 86        |
| 1900 | [00]84    |

| Jahr | Einwohner |
| ---- | --------- |
| 1905 | 091       |
| 1910 | [00]085   |
| 1925 | 086       |
| 1939 | 085       |
| 1946 | 159       |
| 2015 | [00]029   |

| Jahr | Einwohner |
| ---- | --------- |
| 2018 | [00]30    |
| 2020 | [00]31    |
| 2021 | [00]31    |
| 2022 | [00]32    |
| 2023 | [0]29     |

Quelle bis 1946, wenn nicht angegeben:

## Religion
Die evangelischen Christen aus Hohengrieben sind in die Kirchengemeinde Mehmke eingepfarrt, die früher zur Pfarrei Mehmke gehörte und die heute betreut wird vom Pfarrbereich Diesdorf des Kirchenkreises Salzwedel im Bischofssprengel Magdeburg der Evangelischen Kirche in Mitteldeutschland.
Die ältesten Kirchenbücher der Pfarrei Mehmke von 1588 bis 1627 sind in der Pfarrei Poritz überliefert.

## Kultur und Sehenswürdigkeiten
- Im Frühjahr findet seit vielen Jahren ein Zelttanz mit einem Oldtimertreffen statt.
- Ein Bauernhof und eine Allee stehen unter Denkmalschutz.
- Der Friedhof liegt südwestlich des Dorfes. In einem Projekt wurden von Familienforschern die Namen von 47 Personen von 30 Grabsteinen dokumentiert.[24]
- Im Park am Ortsrand steht ein Denkmal für die Gefallenen der beiden Weltkriege.[25]